# 午夜0時的吻
《午夜0時的吻》（日語：午前0時、キスしに来てよ）是由日本漫畫家MIKIMOTO凜所創作的日本漫畫作品。於《別冊FRIEND》（講談社）2015年5月號開始連載至2020年8月號完結。單行本全12冊。
曾獲得2019年第43回講談社漫画賞少女部門提名。
2019年12月6日上映由片寄涼太與橋本環奈主演的真人實寫電影。

## 劇情簡介
個性認真的女高中生花澤日奈奈有一個夢想就是想談場童話般的戀愛。每天都在憧憬跟帥哥交往，湊巧聽到美男子演員綾瀨楓會來到他們高中來拍攝電影的消息，這件事將漸漸的改變日奈奈的日常生活。

## 登場人物
花澤日奈奈
全校公認的優等生。夢想著有一天可以談場童話故事般的戀愛。
綾瀨楓
就像是從故事的王子殿下活生生出現於現實當中的美男子演員。以前是偶像團體的其中一員。

## 出版書籍
| 集數 | 講談社         | 講談社                 | 東立出版社     | 東立出版社             |
| 集數 | 發售日期       | ISBN                   | 發售日期       | ISBN                   |
| ---- | -------------- | ---------------------- | -------------- | ---------------------- |
| 1    | 2015年7月13日  | ISBN 978-4-06-341993-1 | 2016年12月16日 | ISBN 978-986-470-275-6 |
| 2    | 2015年12月11日 | ISBN 978-4-06-392023-9 | 2017年2月10日  | ISBN 978-986-470-276-3 |
| 3    | 2016年4月13日  | ISBN 978-4-06-392038-3 | 2018年11月29日 | ISBN 978-986-470-277-0 |
| 4    | 2016年9月13日  | ISBN 978-4-06-392078-9 | 2020年1月2日   | ISBN 978-986-482-234-8 |
| 5    | 2017年1月13日  | ISBN 978-4-06-392102-1 | 2022年4月25日  | ISBN 978-986-482-888-3 |
| 6    | 2017年7月13日  | ISBN 978-4-06-392120-5 |                |                        |
| 7    | 2018年1月12日  | ISBN 978-4-06-510687-7 |                |                        |
| 8    | 2018年6月13日  | ISBN 978-4-06-511393-6 |                |                        |
| 9    | 2018年11月13日 | ISBN 978-4-06-513509-9 |                |                        |
| 10   | 2019年4月12日  | ISBN 978-4-06-515128-0 |                |                        |
| 11   | 2019年11月13日 | ISBN 978-4-06-516996-4 |                |                        |
| 12   | 2020年7月13日  | ISBN 978-4-06-519512-3 |                |                        |

## 真人電影
由新城毅彦監督。於2019年12月6日在日本上映。主演片寄涼太（GENERATIONS from EXILE TRIBE）與橋本環奈。

### 演員列表
- 花澤日奈奈：橋本環奈
- 綾瀬楓：片寄涼太（GENERATIONS from EXILE TRIBE）
- 浜辺彰：真榮田鄉敦[4]
- 內田柊：八木亞里紗
- 磯山光：岡崎紗繪
- 高橋茂雄：遠藤憲一[5]
- 日奈奈的母親：酒井若菜
- 日奈奈的父親：吉田烏龍太
- 日奈奈的妹妹：野田明里
- 楓以前的偶像團體的隊友：鈴木勝大
- 同上：野田理人
- 同上：宇佐卓真
- 同上：內藤秀一郎

### 書籍資訊
1. ↑  . 講談社コミックスプラス. 講談社.   [2019-04-19]. （原始内容存档于2019-04-19）.
2. ↑  . 講談社コミックスプラス. 講談社.   [2019-04-19]. （原始内容存档于2019-04-19）.
3. ↑  . 講談社コミックスプラス. 講談社.   [2019-04-19]. （原始内容存档于2019-10-30）.
4. ↑  . 講談社コミックスプラス. 講談社.   [2019-04-19]. （原始内容存档于2019-10-30）.
5. ↑  . 講談社コミックスプラス. 講談社.   [2019-04-19]. （原始内容存档于2019-04-19）.
6. ↑  . 講談社コミックスプラス. 講談社.   [2019-04-19]. （原始内容存档于2019-04-19）.
7. ↑  . 講談社コミックスプラス. 講談社.   [2019-04-19]. （原始内容存档于2019-04-19）.
8. ↑  . 講談社コミックスプラス. 講談社.   [2019-04-19]. （原始内容存档于2019-04-19）.
9. ↑  . 講談社コミックスプラス. 講談社.   [2019-04-19]. （原始内容存档于2019-04-19）.
10. ↑  . 講談社コミックスプラス. 講談社.   [2019-04-19]. （原始内容存档于2019-04-19）.

## 外部連結
- 電影《午夜0時的吻》官方網站（页面存档备份，存于）
  - 電影《午夜0時的吻》官方的X（前Twitter）
  - 電影《午夜0時的吻》官方的Instagram帳戶